# Heinrich Joeppen

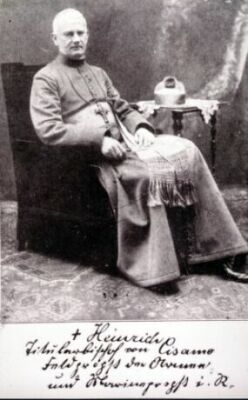
Feldpropst Bischof Dr. Heinrich Joeppen

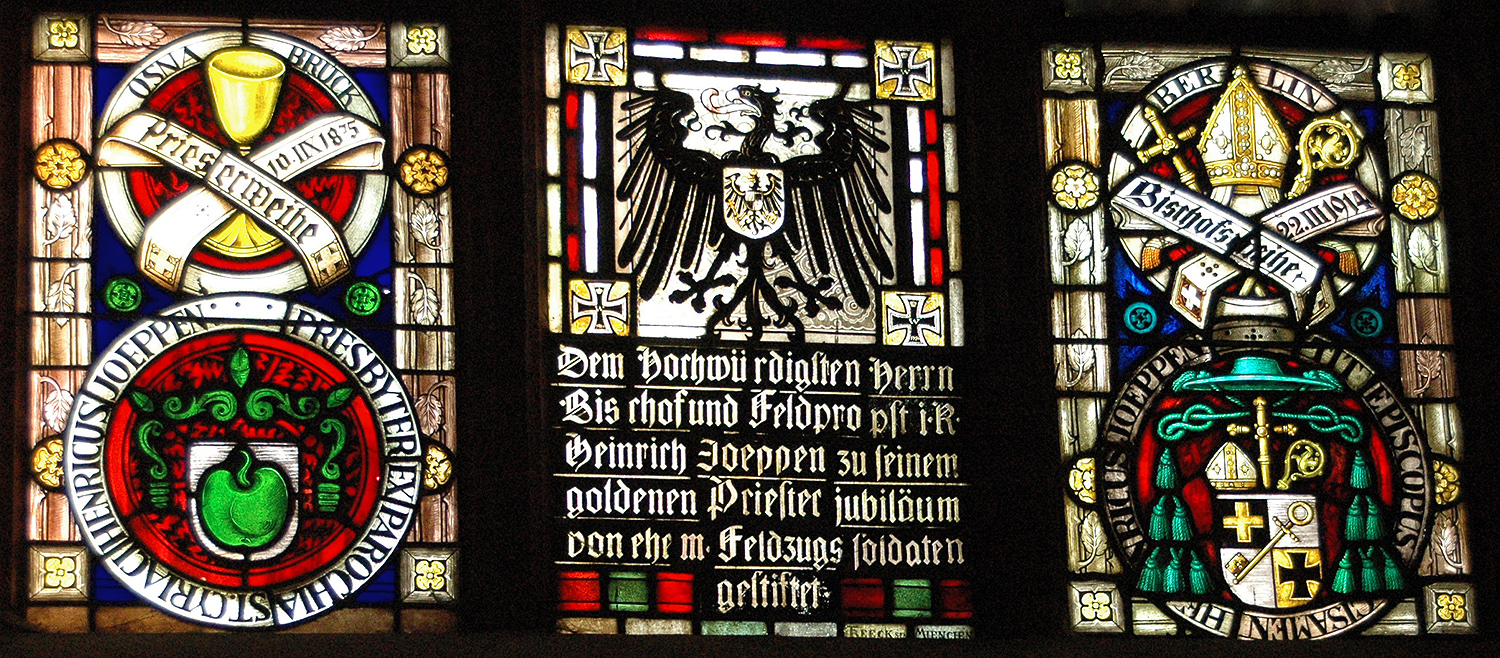
Kirchenfenster in der Pfarrkirche von Hüls, zur Erinnerung an Joeppens goldenes Priesterjubiläum 1925.

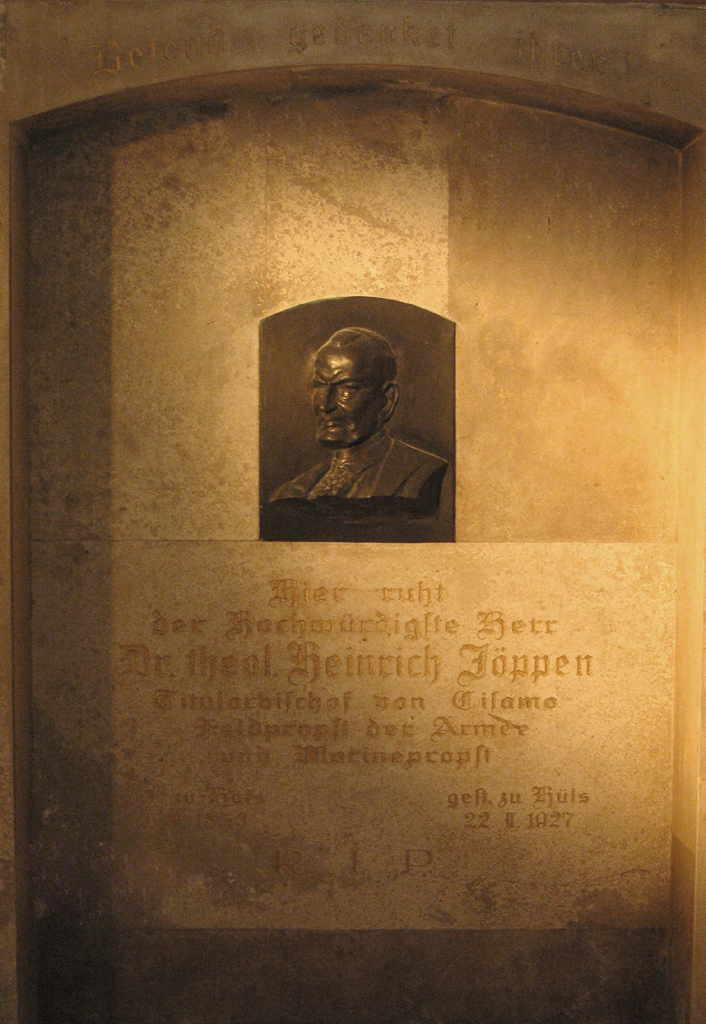
Grab von Heinrich Joeppen in der Pfarrkirche St. Cyriakus Hüls.

Heinrich Joeppen (* 9. März 1853 in Krefeld-Hüls; † 22. Februar 1927 ebenda) war ein deutscher römisch-katholischer Geistlicher, letzter preußischer Feldpropst und Titularbischof von Cisamus.

## Leben
Heinrich Joeppen wuchs in Hüls (heute Krefeld-Hüls) auf und besuchte dort die Elementarschule und die höhere Kommunalschule von 1858 bis 1866. Ab Herbst 1866 besuchte er das Collegium Augustinianum Gaesdonck, das er 1871 mit dem Reifezeugnis verließ. Er studierte danach Katholische Theologie und Philosophie an der Königlich preußischen theologischen und philosophischen Akademie in Münster und als Alumnus des bischöflichen Collegium Borromaeum in Münster. Das Priesterseminar besuchte er dort von Herbst 1874 an. Bereits am 10. August 1875 wurde er mit päpstlicher Dispens (er hatte das für die Weihe erforderliche Mindestalter noch nicht erreicht) zum Priester geweiht. Seine Heimatprimiz feierte er am 13. August 1875 in der Hülser Konventskirche.
In den Jahren bis 1886 studierte Joeppen neben seiner Tätigkeit als Erzieher in München und promovierte am 31. Juli 1886 mit einer Dissertation De iuramenti licentia (Über die sittliche Erlaubtheit des Eides) zum Doktor der Theologie. Danach übernahm er die Pfarrgemeinde Liebfrauen-Überwasser in Münster und wurde zum Repetenten am Priesterseminar berufen. Gleichzeitig übernahm er die Redaktion des Pastoralblattes für die Diözese Münster. Diese Tätigkeit behielt er bis 1910 bei, obwohl er bereits am 2. Februar 1894 als Garnisonspfarrer in Wesel eingeführt wurde. Im Jahr 1913 wurde Joeppen durch Papst Pius X. zum Titularbischof von Cisamus ernannt. Weiter wurde Joeppen vom preußischen König und Deutschen Kaiser Wilhelm II. zum Feldpropst der Armee ernannt. Die kirchenrechtliche Bestellung zu dieser Tätigkeit erfolgte im Dezember 1913. Die Bischofsweihe durch seinen ehemaligen Gaesdoncker Mitschüler Felix Kardinal von Hartmann, den Erzbischof von Köln, fand am 22. März 1914 in der katholischen Johannes-Basilika in Berlin statt. Mitkonsekratoren waren der Bischof von Münster, Johannes Poggenburg, und der Breslauer Weihbischof Karl Augustin. Joeppen war von da an katholischer Feldpropst für das preußische Heer und hatte seine Amtsräume und -wohnung nahe der Berliner Johannes-Basilika, die zugleich als Garnisonkirche fungierte. Am 1. Mai 1920 wurde Joeppen aus gesundheitlichen Gründen in den Ruhestand versetzt.
Er verbrachte seine letzten Lebensjahre in seinem Geburtsort Hüls und starb am 22. Februar 1927 nach kurzer Krankheit an Grippe und Lungenentzündung. Nach der Beisetzung in der Priestergrabstätte auf dem Hülser Friedhofs fand Joeppen im Jahr 1931 seine letzte Ruhestätte in der Betkapelle der Pfarrkirche St. Cyriakus Krefeld-Hüls, in der ein Ehrengrab eingerichtet wurde. Nach Heinrich Joeppen wurde das Heinrich-Joeppen-Haus in Krefeld-Hüls benannt, das heute unter anderem von der Katholischen Pfarrjugend Hüls und für Feste genutzt wird.